# Eurydyka (Egipt)
Eurydyka – córka Antypatra, druga żona Ptolemeusza I Sotera, z którym miała trzech synów: Ptelemeusza Keraunosa, Meleagra i trzeciego o nieznanym imieniu oraz trzy córki: Lizandrę, Ptolemais i Teoksenę.
Poślubiona przez Ptolemeusza w 321 p.n.e. z przyczyn politycznych po jego rozwodzie z Artakamą. Małżeństwo to trwało do 290 p.n.e., kiedy to jej miejsce zajęła Berenika I.